# North 6th Street
North 6th Street est une compilation de Nada Surf, sortie en 1999, qui regroupe des démos et versions différentes de chansons figurant sur les deux premiers albums du groupe, High/Low et The Proximity Effect. Il inclut également cinq titres inédits ainsi qu'une reprise de Iggy Pop.

## Liste des titres
Ce qui se trouve entre parenthèses est l'album d'origine de la chanson.
1. The Plan (High/Low)
2. Deeper Well (The Proximity Effect)
3. Ice Box (High/Low)
4. Psychic Caramel (High/Low)
5. Popular (High/Low)
6. Zen Brain (High/Low)
7. Sleep (High/Low)
8. Traffic
9. Me and You
10. Silent Fighting
11. Spooky (The Proximity Effect)
12. The Manœuvres
13. Sick of You (Iggy Pop sur l'album I'm Sick of You, 1972)
14. Robot (The Proximity Effect)
15. Amateur (The Proximity Effect)
16. River Phoenix
17. Mother's Day (The Proximity Effect)
18. Dispossesion (The Proximity Effect)